# Jasenie
Jasenie este o comună slovacă, aflată în districtul Brezno din regiunea Banská Bystrica. Localitatea se află la altitudinea de 504 m deasupra n.m., se întinde pe o suprafață de 86,29 km2 și în 2017 număra 1.176 de locuitori.

## Istoric
Localitatea Jasenie este atestată documentar din 1424.

## Demografie
| An:                | 1994 | 2004   | 2014   | 2024   |
| ------------------ | ---- | ------ | ------ | ------ |
| Număr de persoane: | 1188 | 1104   | 1197   | 1154   |
| Diferență:         |      | −7,07% | +8,42% | −3,59% |

| An:                | 2023 | 2024   |
| ------------------ | ---- | ------ |
| Număr de persoane: | 1140 | 1154   |
| Diferență:         |      | +1,22% |